# Никуліно (село, Ульяновська область)
Никуліно (рос. Никулино) — станция в Ніколаєвському районі Ульяновської області Російської Федерації.
Населення становить 302 особи. Входить до складу муніципального утворення Нікулинське сільське поселення.

## Історія
Від 2004 року входить до складу муніципального утворення Нікулинське сільське поселення.

## Населення
| 2010 |
| ---- |
| 302  |